# 约瑟夫·鲁斯
约瑟夫·鲁斯（羅馬尼亞語：Iosif Rus；1936年2月1日—），少将，罗马尼亚的空军司令，1989年罗马尼亚革命时期，加入到罗马尼亚救国阵线一边，之后担任过国防部首席顾问。1997年被转移到预备役。